# Gare de Robiac
Gare de Robiac vasútállomás Franciaországban, Robiac-Rochessadoule településen.

## Vasútvonalak
Az állomást az alábbi vasútvonalak érintik:
- Ligne du Teil à Alès
- Bessèges-Robiac-vasútvonal

## Kapcsolódó állomások
A vasútállomáshoz az alábbi állomások vannak a legközelebb: